# Protocolo de Kapshtica
Protocolo de Kapshtica, também conhecido como Acordo de Kapshtica, foi um acordo entre os albaneses e os gregos assinado na cidade fronteiriça de Kapshticë em 28 de maio de 1920, confirmando a fronteira sudeste da Albânia com a Grécia e a revogação das reivindicações gregas para a região de Korçë. O protocolo incluiu também disposições para a proteção da população local grega do Distrito de Korçë e seus direitos educacionais e religiosos.

## Contexto
Durante a Primeira Guerra Mundial, a Grécia foi um dos sete países a ocupar a Albânia, preenchendo o vácuo deixado após o colapso do Império Otomano nos Bálcãs durante as Guerras dos Bálcãs. A Grécia reivindicava partes do sul da Albânia como "Epiro do Norte", uma vez que uma minoria grega considerável vivia ali. Em 1915, as posições gregas foram ocupadas por tropas italianas em Gjirokastër e por tropas francesas em Korçë.[carece de fontes?]
Após o desmantelamento da República Autônoma Albanesa de Korçë, as tropas francesas deixaram a área a qual foi incorporada no recém-criado Estado albanês, e a Conferência de Paz de Paris reafirmou as fronteiras. No entanto, as tensões estavam presentes naquela parte da fronteira greco- albanesa.[carece de fontes?]

## Acordo
As tropas francesas permaneceram em Korçë até 24 de maio de 1920. Dois dias depois, em 26 de maio de 1920, depois de uma grande reunião realizada em Korçë, e mais tarde em Bilisht e Pogradec, os albaneses exigiram a incorporação da antiga República Autônoma Albanesa de Korçë dentro do Estado albanês, informando ao governo de Tirana através de representantes locais de lá sobre a situação tensa em Korçë, especialmente na fronteira com a Grécia. O governo grego estava à espera de uma aprovação do lado britânico e não conduziria qualquer ação militar no sul da Albânia sem o seu consentimento. Considerando (supostamente) as recentes descobertas de petróleo e as negociações pela Trácia e Ilhas do Dodecaneso ocorrendo naquela época, os britânicos mudaram seu posicionamento em prol da conservação da fronteira atual e apoiaram o Estado albanês, e assim, o único caminho foram as negociações. Depois de uma rápida reunião, feita em Florina entre representantes gregos e albaneses, foi decidido em 28 de maio de 1920 pelo prosseguimento da reunião em Kapshticë no qual o acordo seria assinado e ficaria conhecido como "Protocolo de Kapshtica" ou "Protocolo Grego-Albanês de Kopshtica", que permaneceria em vigor até que a questão fosse resolvida pela Conferência de Paz. Os chefes das delegações foram Josif Kočí para o lado albanês e Achilleas Kalevras para o lado grego. Este seria o primeiro protocolo assinado entre a Albânia e qualquer país estrangeiro.

## Termos
Ambas as partes declararam suas relações amigáveis. O lado albanês declarou que irá respeitar os direitos das comunidades gregas da região, incluindo o funcionamento de escolas e igrejas gregas.

## Consequências
Do ponto de vista estratégico, este tratado foi importante para o Estado albanês. Não somente a fronteira sudeste foi temporariamente assegurada, mas o lado albanês poderia reunir forças e se concentrar nas áreas ocidentais de Vlorë, ocupadas pelos italianos, o qual seria concluída com a Guerra de Vlora.
Após a reconciliação ítalo-albanesa, em agosto de 1920, o lado albanês recusou-se a reconhecer a validade do Protocolo de Kapshtica. Este último, em 1921, declararia para a Liga das Nações que respeitará os direitos da população grega. No entanto, uma minoria grega seria reconhecida apenas em torno de Gjirokastër, no sudoeste da Albânia.